# Българско училище „Св. св. Кирил и Методий“ (Памплона)
Българското училище „Св. св. Кирил и Методий“ е училище на българската общност в град Памплона, автономна област Навара, Испания. Създадено е през 2008 г. То предлага обучение от I до IV клас, като възпитаниците му освен български език изучават и предмета роден край.

## История
Училището е открито през 2008 г., учредено към Асоциацията на българите в Навара „Орфей БГ“.